# Daikokucho (métro d'Osaka)
Daikokucho (大国町駅, Daikokuchō-eki) est une station du métro d'Osaka sur les lignes Midōsuji et Yotsubashi dans l'arrondissement de Naniwa à Osaka.

## Situation sur le réseau
La station Daikokucho est située au point kilométrique (PK) 11,7 de la ligne Midōsuji, entre les stations Namba et Dobutsuen-mae, et au PK 5,3 de la ligne Yotsubashi, entre les stations Namba et Hanazonocho.
C'est une station à quatre voies et quais centraux, la ligne Midōsuji utilisant les voies extérieures et la ligne Yotsubashi utilisant les voies centrales. Aux extrémités, le quai devient unique et moins large (parfois même très peu large du fait de la présence de colonnes ou de murs) pour une des lignes, la ligne Midōsuji utilisant des trains de 190m contre 115m de long pour la ligne Yotsubashi, et le positionnement est décalé.
La boîte de la station est entièrement bâtie sous l'avenue au dessus (qui fait 27m de large), à l'instar de beaucoup de stations de métro au Japon, le sous-sol sous les trottoirs étant occupé par les fondations et parkings souterrains des bâtiments mitoyens.

## Histoire
La station a été inaugurée le 21 avril 1938 sur la ligne Midōsuji. La ligne Yotsubashi y arrive le 1er octobre 1965.

## Services aux voyageurs

### Accès et accueil
La station est ouverte tous les jours.

### Desserte
- Ligne Midōsuji :
  - voie 1 : direction Nakamozu

Plan des voies
rouge : ligne Midōsuji
bleu : ligne Yotsubashi

  - voie 4 : direction Esaka (interconnexion avec la ligne Kitakyu Namboku pour Minoh-kayano)
- Ligne Yotsubashi :
  - voie 2 : direction Suminoekoen
  - voie 3 : direction Nishi-Umeda

## Dans les environs
- Ōkuninushi-jinja